# Jan Frans de Groot
Jan Frans de Groot (Giessendam, 30 juli 1916 – Schagen, 19 juli 2005) was een Nederlandse bestuurder en burgemeester namens de Christelijk-Historische Unie (CHU).
De Groot behaalde in 1936 zijn hbs-diploma en studeerde in 1954 af als jurist aan de Rijksuniversiteit Leiden. Hij is vooral bekend geworden door zijn lange loopbaan als burgemeester. Bij elkaar genomen (hij stond in diverse gemeenten), vervulde hij 43 jaar dit ambt.

## Burgemeestersloopbaan
| Periode                             | Gemeente                                          | Mijlpalen |
| ----------------------------------- | ------------------------------------------------- | --- |
| 14 november 1946 - 15 februari 1958 | Wijdewormer (tegenwoordig Wormerland)             | Realisatie woningwetwoningen, dorpshuis, kleuterschool en natuurbad Wijdewormer                                         |
| 15 februari 1958 - 1 augustus 1981  | Monnickendam en Katwoude (tegenwoordig Waterland) | Ontwikkeling nieuwbouw Markgouw en Ringshemmen en Ooster Ee watersport en jachthavens en strandbad                      |
| 1981 - 31 december 1989             | Katwoude                                          | Bouw verenigingsgebouw en dorpshuis met ruimte voor raadzaal; restauratie Katwouder molen en rioolzuiveringsinstallatie |

## Bestuurlijke functies
Naast zijn burgemeestersambt was hij lid van meerdere verenigingen en organisaties, onder andere overleg Zwakzinnigenzorg Haarlem (voorzitter), dagelijks bestuur Maatschappij tot Nut van 't Algemeen, de Welstandscommissie, het Het Nederlandse Rode Kruis, dagelijks bestuur Noord-Hollands Noorderkwartier en CHU-Gemeentebesturen in Noord-Holland (voorzitter; later waarnemend voorzitter).

## Onderscheidingen
De Groot heeft ook een aantal onderscheidingen ontvangen:
- Officier in de Orde van Oranje-Nassau
- Kruispenning van het Nederlandse Rode Kruis
- Erepenning der gemeente Monnickendam
- Erepenning der gemeente Katwoude
- Penning Jan Nieuwhuyzen 1784-1806 Maatschappij tot Nut van 't Algemeen
- Erepenning Provincie Noord-Holland
- Hoogheemraadschap van de Uitwaterende Sluizen in Kennemerland en West-Friesland

## Privé
Jan Frans de Groot is de vader van o.a. Cees de Groot die tussen 1975 en 2001 burgemeester was van de gemeentes Nederhorst den Berg en Ouder-Amstel.